# Neocarya macrophylla
Neocarya macrophylla là một loài thực vật có hoa trong họ Cám. Loài này được (Sabine) Prance ex F.White mô tả khoa học đầu tiên năm 1976.

## Hình ảnh

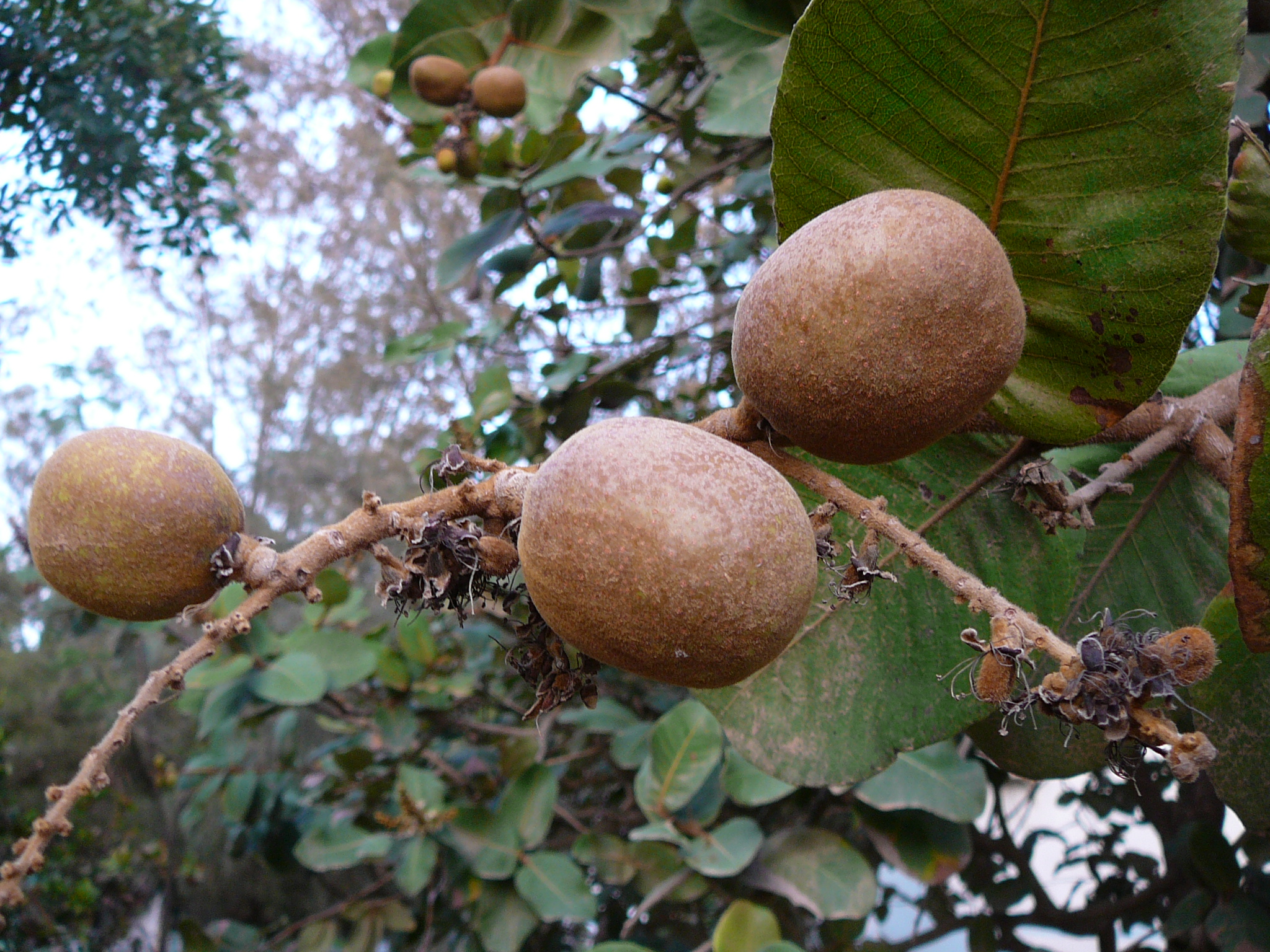
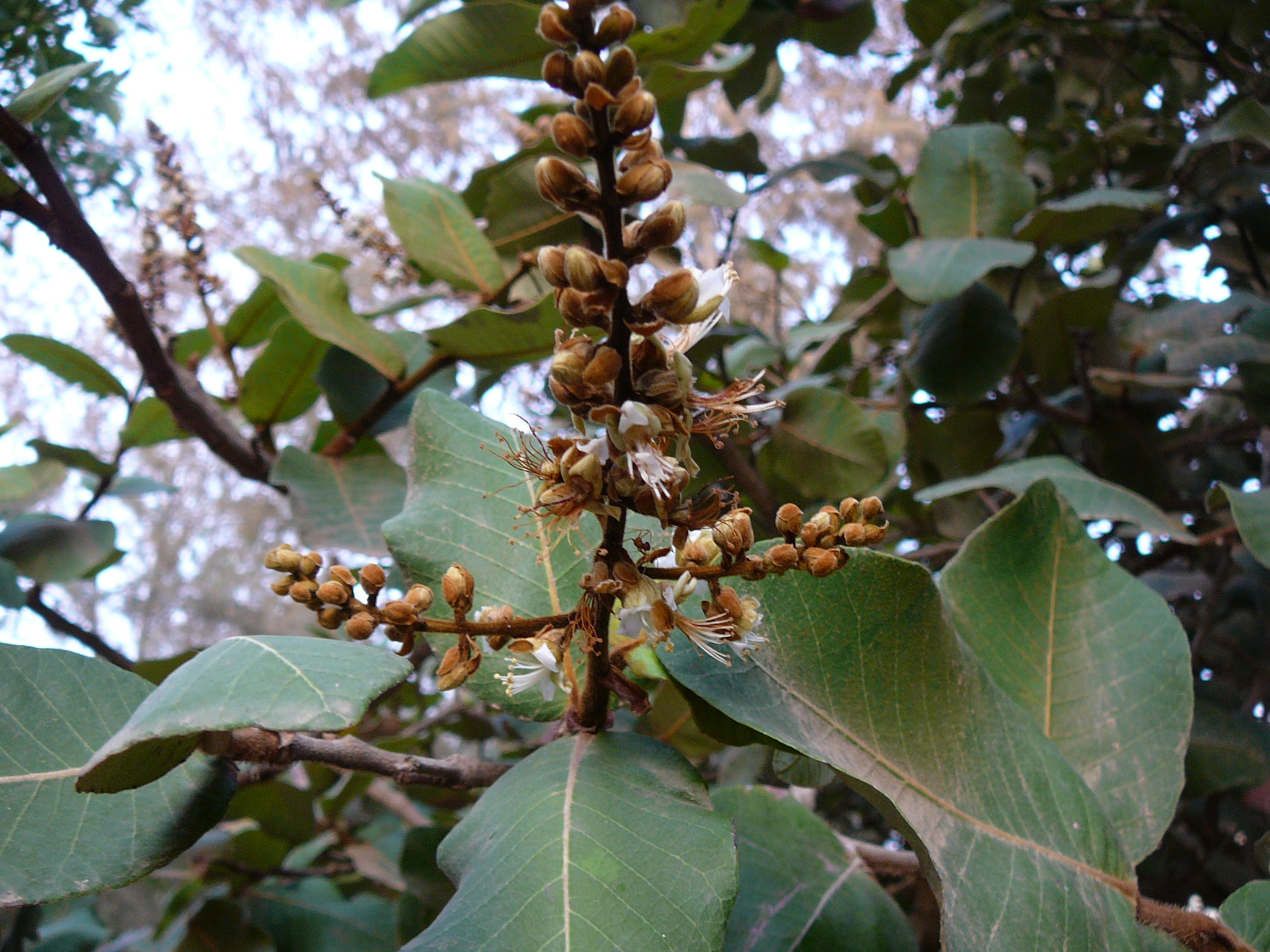